# Bea Szenfeld

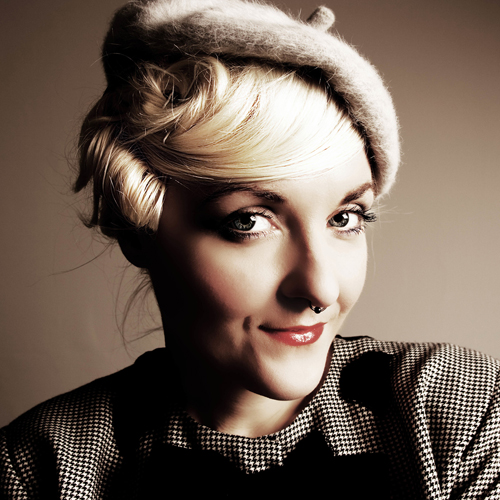
Bea Szenfeld (2009)

Bea Szenfeld (* 23. Dezember 1972 in Kalisz) ist eine polnisch-schwedische Modedesignerin und Installationskünstlerin, die in Stockholm lebt. Ihr bevorzugtes Material ist Papier.

## Leben und Werk
Bea Szenfeld wurde 1972 in Polen geboren. Während des Kriegsrechts in Polen zog sie 1983 mit ihrer Mutter nach Göteborg und lebt heute in Stockholm. Sie arbeitete als Keramikerin und Bildhauerin, bevor sie am Beckmans designhögskola (Beckmans College of Design) in Stockholm Mode studierte. Nach dem Abschluss fand sie einen Job in der Modeindustrie. Sie gründete ein eigenes Label, und als sie keine kommerzielle Mode mehr entwerfen sollte, wandte sie sich der künstlerischen Arbeit mit handgefertigter Kleidung zu. Anfangs machte sie Kleider aus Metall und Plastik. Im Alltagsmaterial Papier fand sie ihr Medium.
Ihre Kreationen sind inspiriert von Origami und der Kunstbewegung Arte Povera. Sie bestehen aus Tausenden von Papierbögen, die in skulpturalen Anordnungen übereinander geschichtet und gefaltet sind, so dass dreidimensionale Formen entstehen. Szenfeld entwirft sie in einem analogen Verfahren und fertigt sie mit Materialien, die man in jedem Schreibwarengeschäft oder Baumarkt findet: Schere, Klebeband, Klammern, Falzbein, Nadel und Faden, Papier, manchmal auch eine Klebepistole oder ein Bohrer. Jedes einzelne Papierdetail schneide und falte sie von Hand und setze es an die dafür vorgesehene Stelle, erklärte Szenfeld. Ein Kleidungsstück könne 30 bis 40 kg wiegen, und es könne vier bis sieben Monate dauern, bis es vollendet ist.
Manche ihrer Kollektionen wurden von privaten Sammlern sowie von Museen erworben oder auf dem Roten Teppich getragen. So erschien Björk 2010 zur Verleihung des Polar Music Prize in einem Jackett aus rosa Papierpailletten aus Szenfelds Kollektion Sur La Plage. Mit ihrer Kollektion Haute Papier von 2013, die aus 15 Kostümen aus weißem, natürlich gebleichtem Papier besteht, wurde sie international bekannt. Szenfeld und ihre zehn Assistenten brauchten länger als ein Jahr, um sie zu falten und zu kleben. Die Kollektion präsentierte sie auf der Stockholm Fashion Week 2014. Lady Gaga integrierte daraus Teile in ihr Musikvideo zu dem Song G.U.Y. Bei dem Eurovision Song Contest 2016 traten Tänzer des Königlich Schwedischen Balletts in ihren weißen Entwürfen auf. Eins ihrer Objekte ist ein überproportionales Accessoire, das einen Affen darstellt und eigentlich eine Handtasche ist mit einem kleinen Fach am Hals für die Kreditkarte. „Man trägt ihn wie ein großes Kind auf der Hüfte, der Gorillakopf ragt dann über den eigenen hinaus, die Arme mit den Papierschuppen umschlingen den Hals der Trägerin.“

## Rezeption
Laut der schwedischen Kunsthistorikerin Viveka Kjellmer geht es bei Szenfeld um das Experimentieren und Präsentieren der Möglichkeiten von Papier als Material. Szenfeld erkunde Mode als ein expressives Medium und verhandle die Grenzen zwischen Körper, Kostüm und Kunst. Auch wenn ihre Kollektionen ihre Bedeutung aus der Modewelt beziehen, seien sie mehr als spektakuläre Kleidungsstücke. Sie seien tragbares Handwerk und interagierten mit dem Körper der Trägerin oder des Trägers, aber die Zerbrechlichkeit des Papiers zeige an, dass sie für den visuellen Konsum und nicht für den täglichen Gebrauch geschaffen sind.

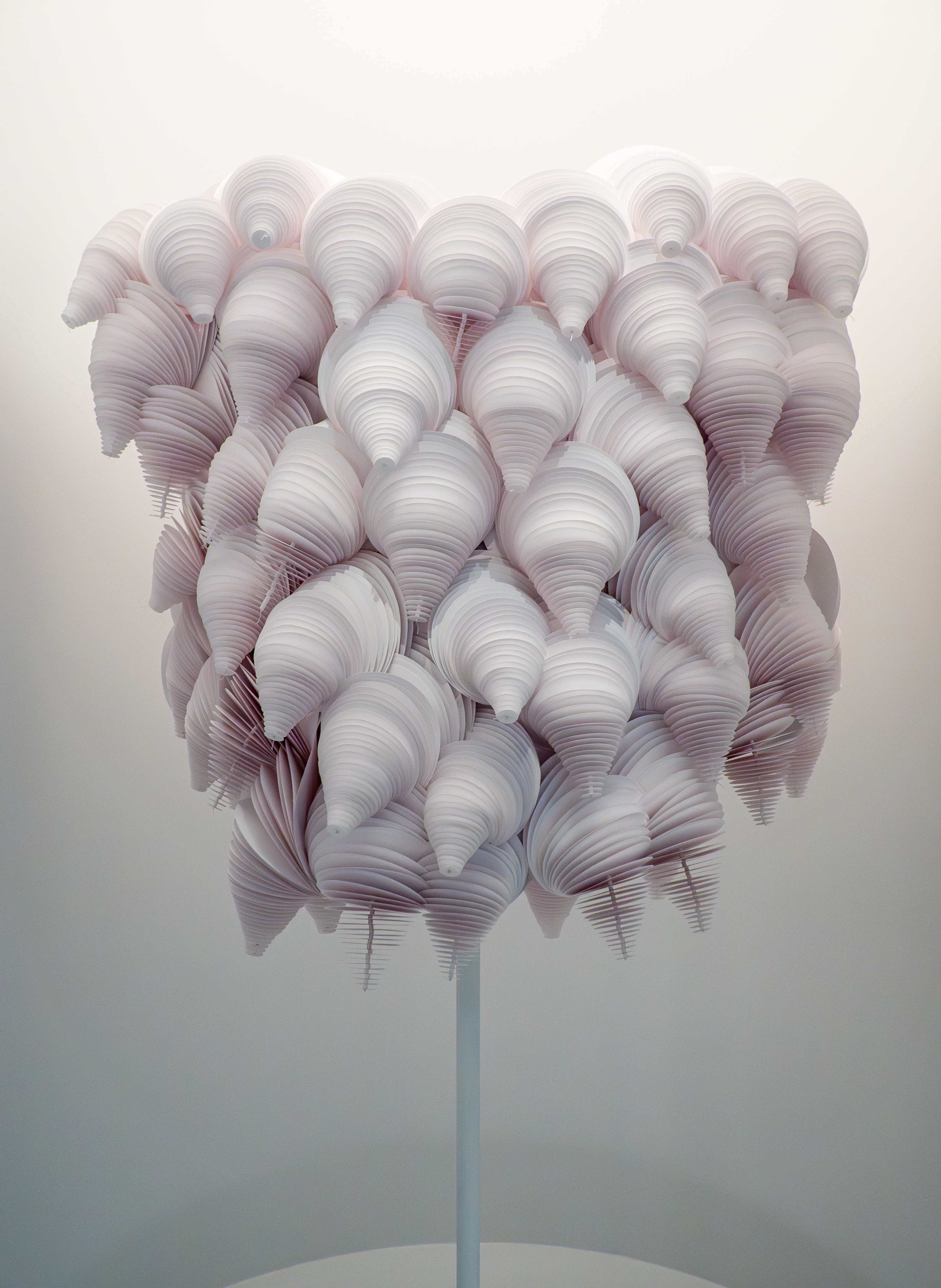
Bea Szenfeld: Ammonite. Tunika aus weißem Papier

## Ausstellungen (Auswahl)

### Mode, Kostüme
Szenfeld nahm 2015/2016 an der Ausstellung Utopian Bodies: Fashion Looks Forward in der Liljevalchs Kunsthalle mit internationalen Künstlern in Stockholm teil. Ihr pinkfarbenes Paper Ensemble ist auf dem Titel des Ausstellungskatalogs abgebildet.
Für eine Fotokampagne der Königlich Schwedischen Oper kleidete sie Tänzerinnen und Tänzer sowie Sängerinnen und Sänger mit einer Auswahl skurriler Kostüme aus ihrer Kollektion Haute Papier - The White Collection ein. Die Fotografien und die 15 Objekte der Kollektion wurden 2016 im Stockholmer Tanzmuseum (Dansmuseet) in der Einzelausstellung Everything You Can Imagine is Real präsentiert. Anschließend wurden sie im Bikini Berlin gezeigt.
Sie schuf eine Tunika oder ein Minikleid aus nachgebildeten Ammoniten für die Modeausstellung Sleeping Beauties: Reawakening Fashion 2024 im Metropolitan Museum of Art in New York. Dafür fädelte sie einzelne Papierscheiben in abgestuften Größen auf Nylonfäden auf, um die eng gewickelten Schalen der Kopffüßer nachzuahmen, wobei jede Schicht durch kleine Perlen getrennt ist.

### Installation
2012 begann Bea Szenfeld an einem Projekt über Trauer zu arbeiten, für das sie ein Kulturstipendium der Schwedischen Kirche erhielt. Sie studierte Bestattungsrituale und las Nachrufe. Die Geschichten über verstorbene Kinder berührten sie am tiefsten. Sie schuf eine Installation mit dem Titel Station 5, die Babyleichen aus recyceltem Papier und weißen Glasperlen darstellt, jede ist von Hand gefertigt und hat einen eigenen Namen. 2021 wurde die Installation in der Hedwig-Eleonora-Kirche in Stockholm ausgestellt und anschließend im Rahmen einer Einzelausstellung in der Liljevalchs konsthall.